# Tipula (Eumicrotipula) duseni
Tipula (Eumicrotipula) duseni is een tweevleugelige uit de familie langpootmuggen (Tipulidae). De soort komt voor in het Neotropisch gebied.